# 张建旗
张建旗（20世纪？—），文革期间北京钢铁学院的学生、北京钢铁学院「五一六红卫兵团」的领袖，此后成为首都五一六红卫兵团领导人之一，后来被打成所谓「五一六反革命阴谋集团」的头子之一。

## 生平
1967年3月31日，张建旗在北京钢铁学院贴出一张题为《给周恩来的一封公开信》大字报，批判周恩来。当时遭围攻，但是他坚持不认错。5月底，张建旗在北京钢铁学院正式成立了组织「五一六兵团」，當時只有二十几人。他们夜晚到北京主要街头张贴打倒周恩来的标语和大字报。6月14日，张建旗与北京外国语学院一个反对周恩来的组织「六一六兵团」头头刘令凯等人在北京外国语学院聚会，策划成立「首都五一六红卫兵团」。8月初，毛泽东批示「革命的学生要团结，要联合，共同打垮反革命阴谋集团『五·一六』。」此后，张建旗和刘令凯等人被抓捕，五一六组织被取缔。但是以后继续清理五一六分子。1970年3月27日，经毛泽东批示，中共中央发出《关于清查「五·一六」反革命阴谋集团的通知》，从而开始在全国大规模地开展清查「五·一六」分子，绵延数年，涉及人数达一千万之多。
1968年，遇罗克之弟遇罗文被关进半步桥北京第一监狱，曾看见张建旗被关押在那里。
根据网上一些消息逐渐透露，他于1970年被枪毙。许多研究文革的文章都说张建旗1970年被枪毙，其根据皆是师东兵的《吴法宪访谈录》中的一段话：「1968年中共中央成立清查『五·一六』专案领导小组，陈伯达任组长，谢富治、吴法宪为领导小组成员，公安部长李震，为办公室主任。吴法宪生前接受作家师东兵采访，就文革时期『五一六』的宣传资料，他说：『这些内容才是本来意义上的五一六组织的罪状。这就是北京钢铁学院的张建旗这些人贴的大字报和散发的传单的内容。我们所要打倒的就是他们。枪毙张建旗的时候，依据的就是这些东西，当然还有后来他们的一些罪状。中央讨论对付这些反革命分子的时候，我是第一个站出来，主张杀掉他们。这说明我是拥护总理的呀。我这个人就是这样的人，只要是反对我们党的领导人的，我统统都要反对。这是一个革命军人的本色嘛，你说对不对？』」可是在吴法宪本人写的回忆录中，虽然也谈到了「五一六」问题，就没有说到张建旗被枪毙这件事。这段故事看来是师东兵虚构的。
2009年11月出版的《大学生就业足迹》，其中王文嘉《一个特殊学生的工作安排》一文介绍张建旗后来的情况。张建旗先在秦城关了几年，1972年，中央专案组找他谈话，便放回到北京钢铁学院。林彪事件后，由北京市公安局送去茶淀农场劳动教养。1976年底判处有期徒刑二十年，送到一监三中队服刑。「文化大革命」之后被释放，人事关系在北京钢铁学院，由北京市人事局安排工作。1986年，张建旗在建材实验厂试用半年期满后，正式确定分配给建材实验厂。

## 家庭
- 父：张世军，原中华人民共和国林业部副部长、东北林业总局局长兼党委副书记，「文革」开始后被打成「黑帮」。
- 母：原黑龙江省轻工业厅副厅长，后被打成「坏干部」，受到揪斗。[3]